# Thomas Cranmer
Thomas Cranmer (Aslockton, Nottinghamshire, 1489. július 2. – Oxford, 1556. március 21.) az angol egyház egyik fő reformátora és az első protestáns canterburyi érsek.

## Életpályája
Tizennégy éves korában Cambridge-be ment tanulni. Különösen a klasszikus nyelvek és a szentírás tanulmányozásával foglalkozott, majd Erasmus, Luther és Le Fevre reformátori irásainak és szentírás-magyarázati műveinek tanulmányozásában merült el. 1523-ban megkapta a teológusi fokozatot és egyben a teológiai tanári kinevezést. 1530-ban VIII. Henrik angol király ismeretségi körébe került, aki Aragóniai Katalinnal kötött házassága felbontásának kieszközlésére követségben Rómába küldte, próbálkozása azonban eredménytelen volt.
1532-ben a király nagykövetnek küldte Németországba, V. Károly udvarába. Itt ismerkedett meg Osiander lutheránus teológus unokahúgával, akit feleségül vett. 1533-ban VIII. Henrik canterburyi érsekké nevezte ki. Cranmer ezek után hivatalosan kinyilvánította a királyi pár házasságának érvénytelenségét, s 1533. május 28-án meg is eskette a királyt Boleyn Annával. Közreműködött a szentírás angol nyelvre fordításában és terjesztésében, és amikor 1547-ben VIII. Henrik halálával, a gyermekkorú VI. Eduárd király uralma alatt ő is egyik régensévé lett az országnak, nagyban előmozdította a protestantizmus elterjedését Angliában. Közreműködött az istentiszteletet szabályozó angol liturgikus könyv és az anglikán hitvallásnak tekinthető Articles of Religion elkészítésében.

## Halála
I. Mária trónra lépése után 1553. szeptember 14-én Hugh Latimerrel és Nicholas Ridleyvel együtt a londoni Towerbe zárták. 1554 márciusában Oxfordba hurcolták, és ott vetették börtönbe őket. Crammer, hogy életét mentse, többször megtagadta addigi elveit, kinyilvánította visszatérését a katolikus egyházba és alávetette magát a királynak. Mária királynő azonban eltökélte, hogy nem kegyelmez neki, és nem vonta vissza a halálos ítéletet. Így 1556. március 21-én Cranmert máglyán megégették. A vesztőhelyen megtagadta tanainak visszavonására vonatkozó minden addigi kijelentését, és a reformáció mártírjaként halt meg.
Kivégzéséről Sztárai Mihály 1560-ban históriás éneket írt História Cranmerus Tamás érseknek igaz hitben való állhatatosságáról címmel.